# The Man and The Journey Tour
The Man and The Journey Tour è stata una tournée europea dei Pink Floyd svoltasi nel 1969 in cui il gruppo ha suonato l'opera The Man and The Journey.

## Scaletta
Durante la maggior parte dei concerti del tour i Pink Floyd suonavano The Man and The Journey, ma in alcuni eseguivano scalette simili agli spettacoli degli anni precedenti. La suite continuò a essere interpretata in una versione più breve durante i primi spettacoli del 1970.

### The Man and The Journey
Questa scaletta è presa dal concerto al Concertgebouw di Amsterdam del 17 settembre 1969.

#### The Man
1. Daybreak o Daybreak Pt. I (Grantchester Meadows)
2. Work
3. Teatime (Alla band viene servito del tè sul palco)
4. Afternoon (Biding My Time)
5. Doing It! (The Grand Vizier's Garden Party (Entertainment) o Up the Khyber)
6. Sleep (Quicksilver)
7. Nightmare (Cymbaline)
8. Labyrinth o Daybreak Pt. II (The Grand Vizier's Garden Party (Exit) o Grantchester Meadows (Reprise))

#### The Journey
1. The Beginning (Green Is the Colour)
2. Beset by Creatures of the Deep (Careful with That Axe, Eugene)
3. The Narrow Way, Part 3
4. The Pink Jungle" (Pow R. Toc H.)
5. The Labyrinths of Auximines (sezione strumentale di Let There Be More Light)
6. Footsteps/Doors
7. Behold the Temple of Light (inizio di The Narrow Way, Part 3)
8. The End of the Beginning (Celestial Voices)

#### Bis
1. "Interstellar Overdrive" (24 maggio a Sheffield)[5] o "Set the Controls for the Heart of the Sun" (22 giugno a Manchester[6] e 26 giugno a Londra[7])

### Altri concerti
Quando The Man and The Journey non veniva suonato, i concerti erano solitamente composti da alcuni dei seguenti brani:
- Astronomy Domine
- Careful with That Axe, Eugene
- Interstellar Overdrive
- Green Is the Colour
- Pow R. Toc H.
- Set the Controls for the Heart of the Sun
- Let There Be More Light
- A Saucerful of Secrets

Per le registrazioni per Top Gear a BBC Radio 1, la band ha suonato:
1. Grantchester Meadows
2. Cymbaline
3. The Narrow Way, Part 3
4. Green Is the Colour
5. Careful with That Axe, Eugene (versione tagliata)

Questa esibizione stata inclusa nel volume 3 del cofanetto The Early Years 1965-1972, uscito nel 2016.

## Date del tour
| Data              | Città        | Paese          | Sede                                      | Note |
| Europa            | Europa       | Europa         | Europa                                    | Europa |
| ----------------- | ------------ | -------------- | ----------------------------------------- | --- |
| 27 marzo 1969     | Chesterfield | Regno Unito    | St James's Hall                           | The Man and The Journey non suonato |
| 14 aprile 1969    | Londra       | Regno Unito    | Royal Festival Hall                       | Prima performance di The Man and The Journey Rick Wright suona l'organo a canne della Hall 1969:Dramatis/ation, il terzo volume del cofanetto The Early Years: 1965-1972, contiene un filmato delle prove del concerto |
| 19 aprile 1969    | Stoccarda    | Germania Ovest | Studi televisivi SDR TV Villaberg         | |
| 23 aprile 1969    | Amburgo      | Germania Ovest | NDR Funkhaus                              | |
| 26 aprile 1969    | Londra       | Regno Unito    | Bromley Technical College                 | The Man and The Journey non suonato |
| 27 aprile 1969    | Birmingham   | Regno Unito    | Mothers                                   | The Man and The Journey non suonato Concerti registrati per il disco live di Ummagumma |
| 2 maggio 1969     | Manchester   | Regno Unito    | Manchester College of Commerce            | The Man and The Journey non suonato Concerti registrati per il disco live di Ummagumma |
| 3 maggio 1969     | Londra       | Regno Unito    | Queen Mary College                        | The Man and The Journey non suonato |
| 9 maggio 1969     | Southampton  | Regno Unito    | University of Southampton Students' Union | The Man and The Journey non suonato |
| 9 maggio 1969     | Camden       | Regno Unito    | Camden Festival '69                       | The Man and The Journey non suonato |
| 10 maggio 1969    | Nottingham   | Regno Unito    | Meadow Lane                               | |
| 12 maggio 1969    | Londra       | Regno Unito    | BBC Radio 1 (Top Gear)                    | The Man and The Journey non suonato 1969:Dramatis/ation contiene la registrazione di questa esibizione |
| 15 maggio 1969    | Coventry     | Regno Unito    | Locarno Ballroom                          | |
| 16 maggio 1969    | Leeds        | Regno Unito    | Town Hall                                 | |
| 24 maggio 1969    | Sheffield    | Regno Unito    | City Oval Hall                            | |
| 25 maggio 1969    | Londra       | Regno Unito    | Roundhouse                                | |
| 29 maggio 1969    | Bristol      | Regno Unito    | HTV TV Studios(Fusions)                   | |
| 30 maggio 1969    | Croydon      | Regno Unito    | Fairfield Halls                           | |
| 31 maggio 1969    | Oxford       | Regno Unito    | Pembroke College                          | |
| 8 giugno 1969     | Cambridge    | Regno Unito    | Rex Ballroom                              | |
| 10 giugno 1969    | Belfast      | Regno Unito    | Ulster Hall                               | |
| 13 giugno 1969    | Exeter       | Regno Unito    | Università di Exeter                      | |
| 14 giugno 1969    | Bristol      | Regno Unito    | Colston Hall                              | |
| 15 giugno 1969    | Portsmouth   | Regno Unito    | Guildhall                                 | |
| 16 giugno 1969    | Brighton     | Regno Unito    | Brighton Dome                             | |
| 20 giugno 1969    | Birmingham   | Regno Unito    | Town Hall (Birmingham)                    | |
| 21 giugno 1969    | Liverpool    | Regno Unito    | Philharmonic Hall                         | |
| 22 giugno 1969    | Manchester   | Regno Unito    | Free Trade Hall                           | |
| 24 giugno 1969    | Oxford       | Regno Unito    | Queen's College                           | |
| 26 giugno 1969    | Londra       | Regno Unito    | Royal Albert Hall                         | Rick Wright suona l'organo a canne della Hall |
| 9 agosto 1969     | Amsterdam    | Paesi Bassi    | Paradiso Club                             | The Man and The Journey non suonato esibizione trasmessa alla radio locale |
| 17 settembre 1969 | Amsterdam    | Paesi Bassi    | Concertgebouw                             | Rick Wright suona l'organo a canne del teatro Esibizione registrata e trasmessa alla radio VPRO 1969:Dramatis/ation contiene la registrazione di questa esibizione                                                     |
| 24 settembre 1969 | Maastricht   | Paesi Bassi    | Staargebouw                               | |

## Formazione
- David Gilmour - chitarre elettriche ed acustiche, percussioni, voce
- Roger Waters - basso, chitarra classica, percussioni, voce, vocalizzi
- Richard Wright - organo Farfisa, vibrafono, trombone, voce, organi a canne se disponibili
- Nick Mason - batteria, percussioni